# Стоимен Хаджиангелов
Стоимен Хаджиангелов е български либерал и русофил, кмет на Дупница.

## Биография
Стоимен Хаджиангелов е роден през 1848 година в Дупница, тогава в Османската империя. Привърженик е на Либералната партия на Драган Цанков. Избран е за кмет на Дупница през 1880 година. Управлява като заместник-кмет на Дупница между 1880 и 1881 година, след което е затворен в „Черната джамия“ за 2 години по донос на стамболовистите Димитрий Михайлов и „Кознички“.